# Antibes
Antibes (wymowaⓘ, oksyt. Antíbol) – miejscowość i gmina we Francji, w regionie Prowansja-Alpy-Lazurowe Wybrzeże, w departamencie Alpy Nadmorskie. Znane kąpielisko i ośrodek wypoczynkowy nad Morzem Śródziemnym.
Według danych na rok 2018 gminę zamieszkiwało 74 047 osób, a gęstość zaludnienia wynosiła 2796.3 osoby/km² (wśród 963 gmin regionu Prowansja-Alpy-Lazurowe Wybrzeże Antibes plasuje się na 6. miejscu pod względem liczby ludności, natomiast pod względem powierzchni na miejscu 385.).
Napoleon I, który 26 lutego 1815 r. opuścił Elbę, 1 marca 1815 r. wylądował właśnie w Antibes i zapoczątkował tym swoje słynne „sto dni”, zakończone klęską pod Waterloo.
W drugiej połowie lat 40. XX w. w Antibes przebywał i tworzył Pablo Picasso. Jego ceramiczne dzieła stanowią trzon tutejszego Muzeum Picassa.
W mieście znajduje się stacja kolejowa Antibes.
W Antibes mieszkał wybitny pisarz grecki Nikos Kazandzakis, który osiadł tu w 1948 r. To właśnie tu powstały jego najsłynniejsze utwory, w tym powieści Grek Zorba i Ostatnie kuszenie Chrystusa.

## Miasta partnerskie
- Aalborg, Dania
- Kinsale, Irlandia
- Newport Beach, Stany Zjednoczone
- Schwäbisch Gmünd, Niemcy
- Ejlat, Izrael
- Desenzano del Garda, Włochy
- Olimpia, Grecja
- Bodrum, Turcja